# Kaczmarkowa Skała
Kaczmarkowa Skała – skała i wzniesienie o wysokości 478 m n.p.m. w obrębie wsi Złożeniec w województwie śląskim, powiecie zawierciańskim. Znajduje się pomiędzy zabudowanymi obszarami miejscowości Ryczów i Złożeniec. W opracowaniach turystycznych Kaczmarkowa Skała lokalizowana jest w Paśmie Smoleńsko-Niegowonickim, w podziale fizycznogeograficznym Polski według Jerzego Kondrackiego znajduje się na Wyżynie Ryczowskiej wchodzącej w skład Wyżyny Częstochowskiej.
Kaczmarkowa Skała znajduje się w północno-wschodnim grzbiecie Ruskiej Góry i jest całkowicie porośnięta lasem. Jest w nim kilka wapiennych ostańców, a w nich dwie jaskinie: Jaskinia z Drzewem i Jaskinia Mała Mamutowa.